# Michail Eisenstein

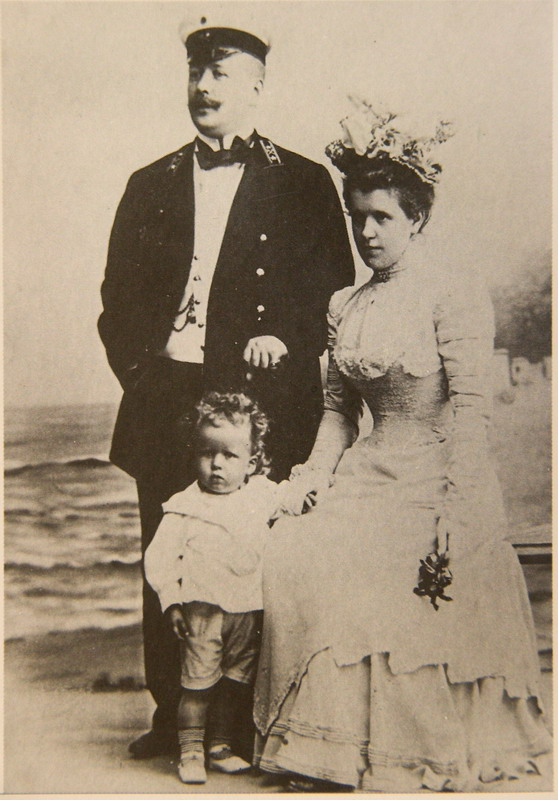
Michail Eisenstein med sin fru och sin son, Sergej Eisenstein, 1900.

Michail Eisenstein eller Mihail Osipovitj Eisenstein (ryska: Михаил Осипович Эйзенштейн; lettiska: Mihails Eizenšteins), född 17 september 1867 i Sankt Petersburg, död 2 juli 1921 i Berlin, var en civilingenjör och arkitekt verksam i Riga, då en stad i det ryska kejsardömet. Han verkade som arkitekt i Riga under en tid av en stark ekonomisk tillväxt, som sammanföll med en blomstringsperiod för jugendstilen inom arkitekturen. Riga är känt som staden med den högsta koncentrationen av högkvalitativa jugendbyggnader i hela världen. Cirka 20 av dem är skapade av Michail Eisenstein. Många av dem ligger i en klunga på gatan Alberta iela, tillsammans med beaktansvärda byggnader av bland andra Konstantīns Pēkšēns och Eižens Laube. 
Michail Eisenstein har genom sitt skapande bidragit till att Rigas historiska centrum upptagits i Unescos världsarvslista. Det första av Världsarvscentrets motiv lyder som följer:
| ”                              | The medieval and later-period urban planning structure of the Historic Centre of Riga, as well as the quantity and quality of Art Nouveau architecture, which is unparalleled anywhere in the world, and the 19th century wooden architecture make it of Outstanding Universal Value. The Historic Centre of Riga has the finest concentration of Art Nouveau architecture in the world. | „ |
| – UNESCO World Heritage Centre | |   |

Det finns nästan ingen dokumentation över Michail Eisenstein och hans liv, och därför finns det endast fragmentariska beskrivningar av hans konstnärliga utveckling. Han är mest berömd för sina byggnader på eller invid Albertagatan (Alberta iela), ritade mellan åren 1901 och 1906.
Han var gift med Julia Konetskaja och hade en son, Sergej Eisenstein, som senare blev en berömd rysk filmregissör.

## Biografi

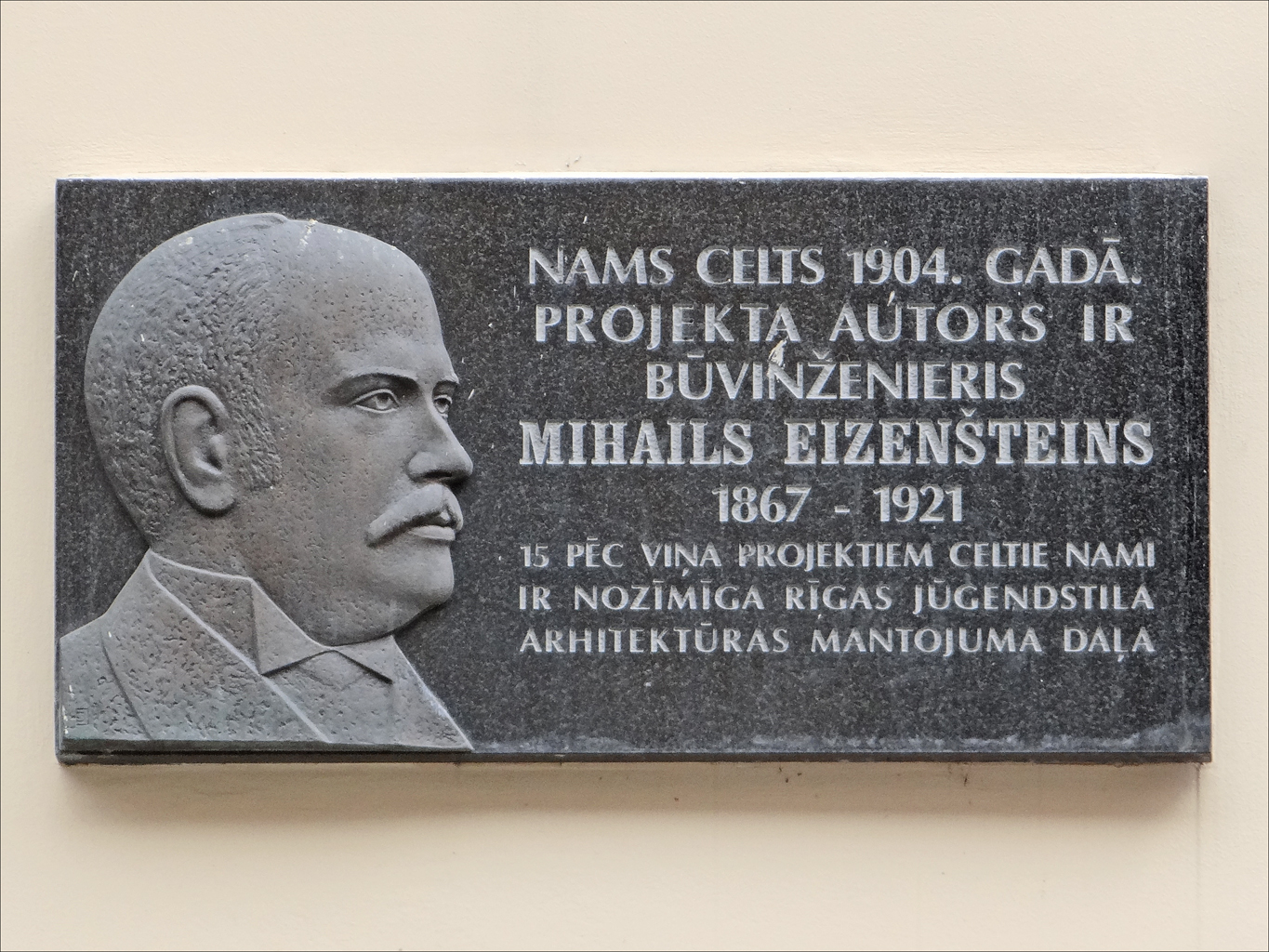
Minnesplakett på Alberta iela 4

Michail Eisenstein föddes i Sankt Petersburg i en familj med tysk-judiskt påbrå. Han tillhörde från 1897 den rysk-ortodoxa kyrkan och var enligt sin son "en hängiven anhängare och beundrare av den ryska, byråkratklassen". 
Han studerade i Sankt Petersburg och tog civilingenjörsexamen 1893. Snart därefter flyttade han till Riga, då en del av det ryska kejsardömet. Han bodde i Riga fram till 1917. 
Han anställdes 1895 på vägtrafikavdelningen vid en regional myndighet i Livland och utnämndes 1900 till avdelningschef. Hans arbete bidrog till rationaliseringar inom underhållet och styrningen av infrastrukturen i regionen.
Han erhöll flera priser och utmärkelser för sitt arbete som tjänsteman, bland annat Sankt Annas orden (av II:a och III:e klassen) och Sankt Stanislavsorden. Han arbetade samtidigt som arkitekt, med egen verksamhet.
År 1897 gifte sig Michail Eisenstein med Julia Ivanovna Konetskaja, som kom från en förmögen icke-judisk familj i Sankt Petersburg. Paret bosatte sig i en stor lägenhet i centrala Riga och deltog aktivt i samhällslivet i de burgnare kretsarna. Parets enda barn, Sergej Eisenstein (1898–1948), blev senare en känd filmregissör. Enligt sonen var familjen internationellt inriktad och fadern talade utöver ryska både tyska och franska. Han var intresserad av historia och litteratur och i hans bibliotek fanns bland annat verk av Nikolai Gogol, Leo Tolstoj, Emile Zola och Victor Hugo. 
Förutom samtida arkitektur uppskattade han konst och var särskilt förtjust i Konstantin Makovskijs målningar.  På grund av "olikheter i temperament" och efter att hustrun Julia haft ett förhållande med en annan man, en general, flyttade paret isär 1909 och skiljde sig formellt 1912. Michail Eisenstein upphörde med sitt skapande arbete som arkitekt omkring 1909.
Efter ryska revolutionen anslöt sig Michail Eisenstein 1918 till Vita armén som ingenjör.  Hans son valde att ansluta sig till bolsjevikerna, vilket ledde till att relationen mellan far och son bröts. Efter det ryska inbördeskriget flyttade Michail Eisenstein till Berlin, där han 1921 dog av en hjärtattack vid 53 års ålder. Han är begraven på den rysk-ortodoxa begravningsplatsen i Berlin-Tegel .

## Byggnader i urval

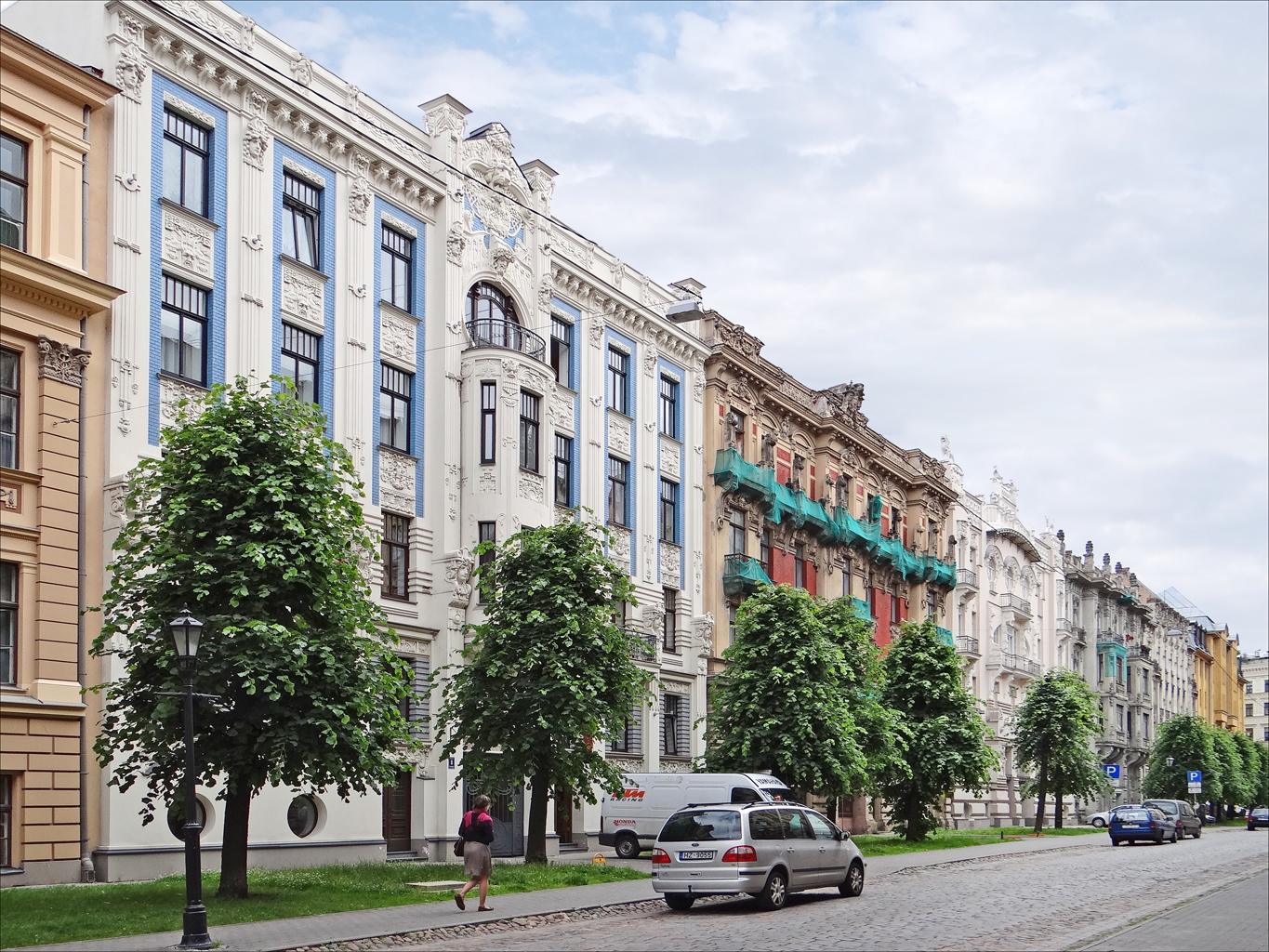
Alberta iela, Riga. De tre byggnaderna längst fram har ritats av Michail Eisenstein

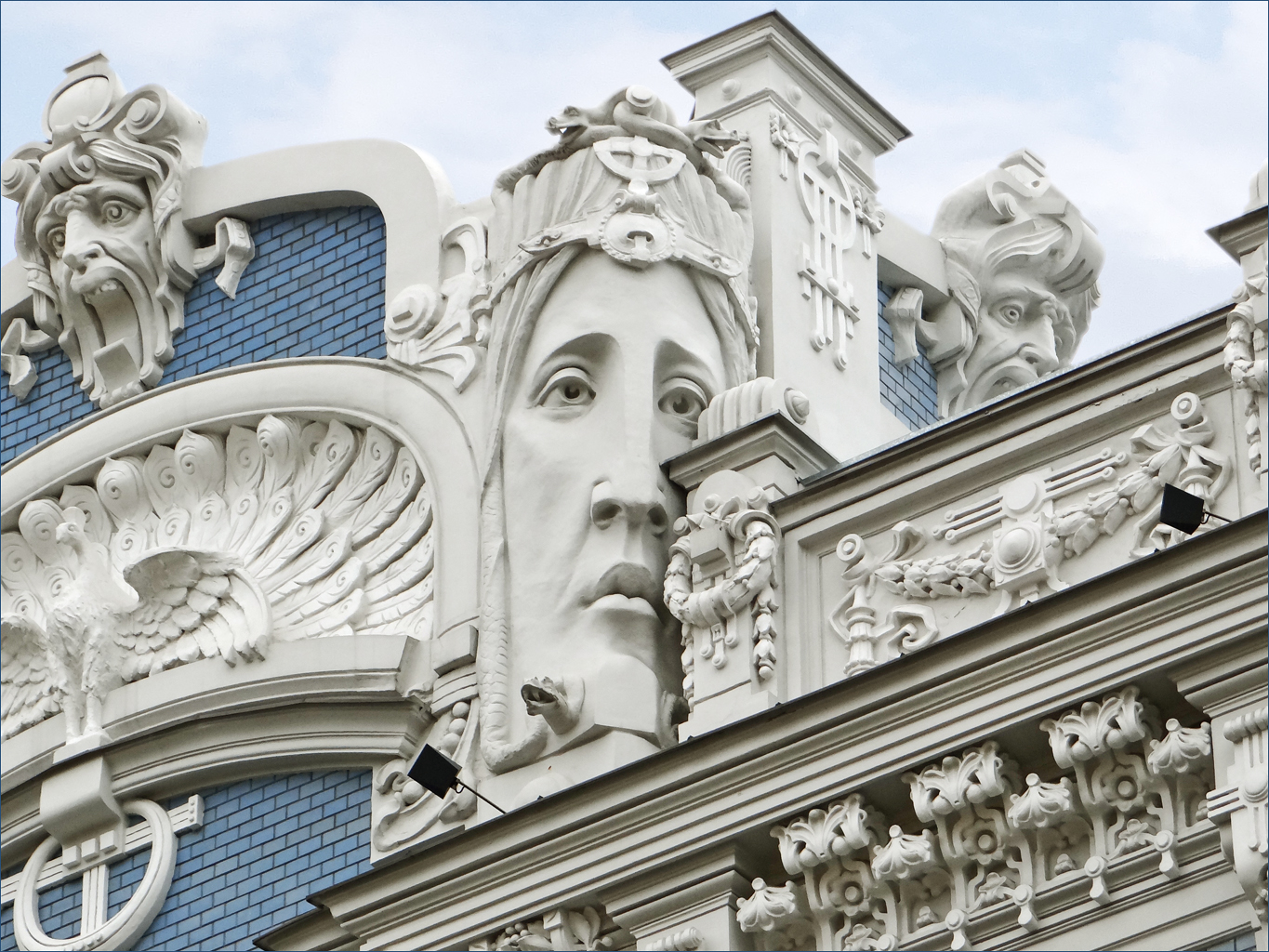
Fasaderna av Michail Eisensteins byggnader är ofta överdådigt utsmyckade, såsom på huset på Elizabetes iela 10b

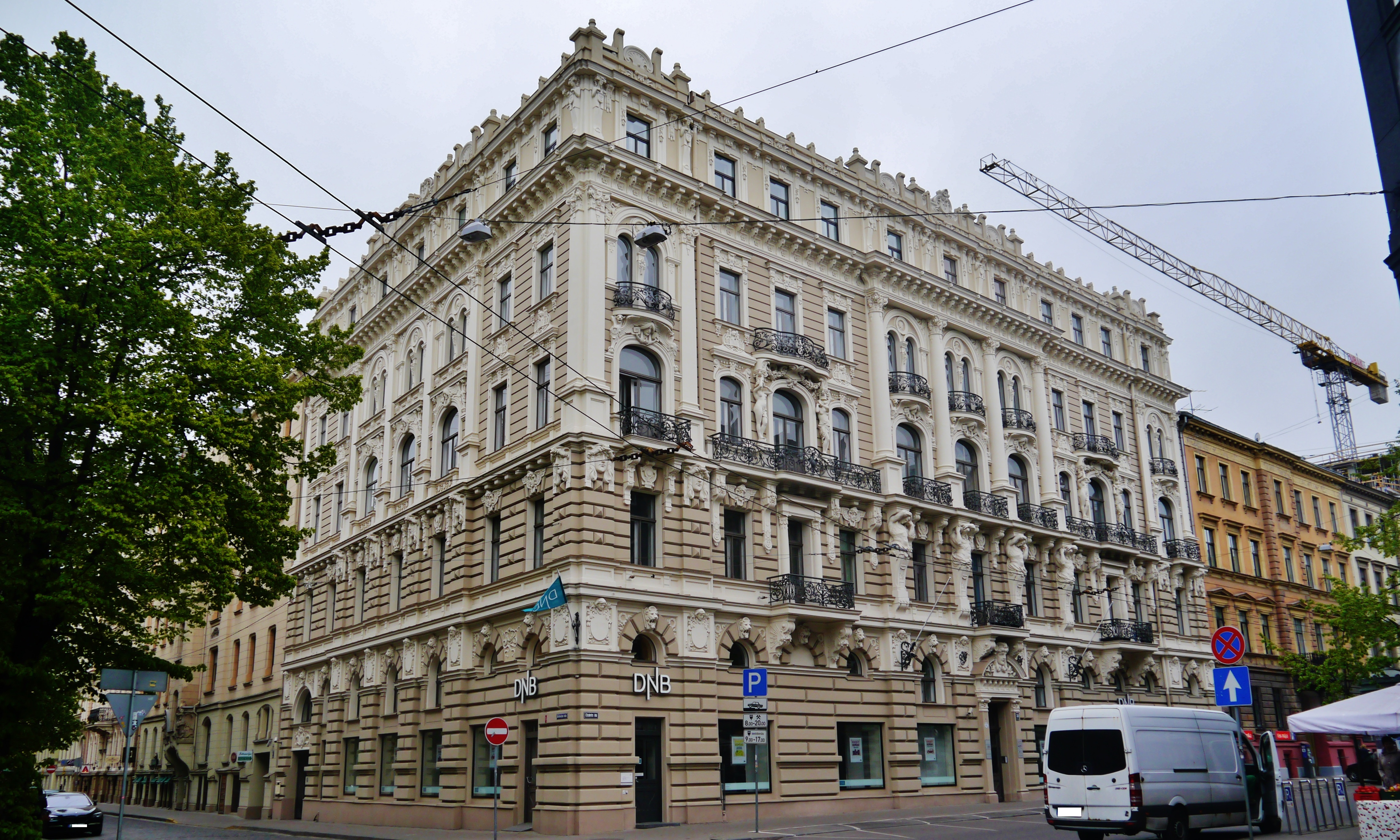
Elizabetes iela 33
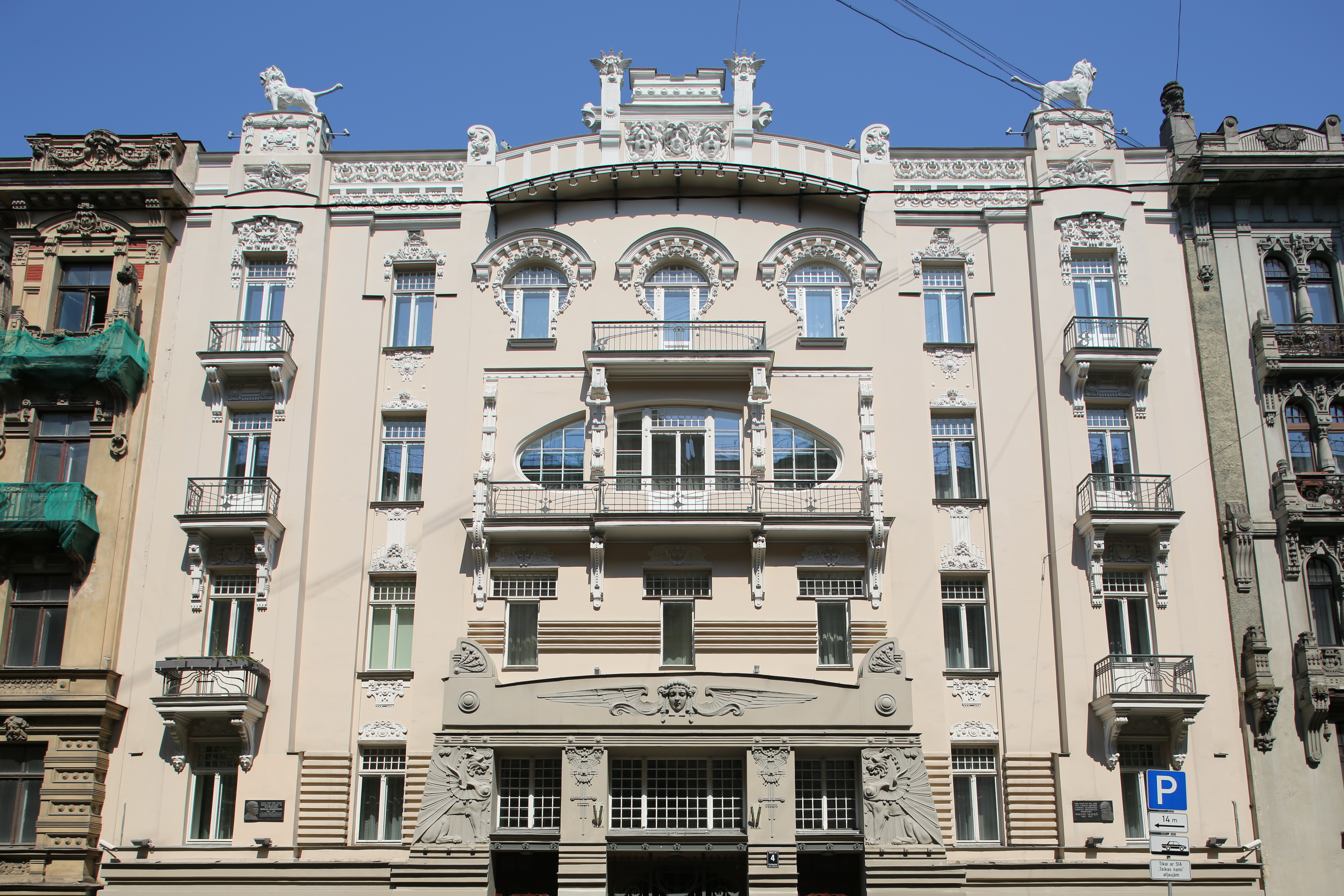
Alberta iela 4
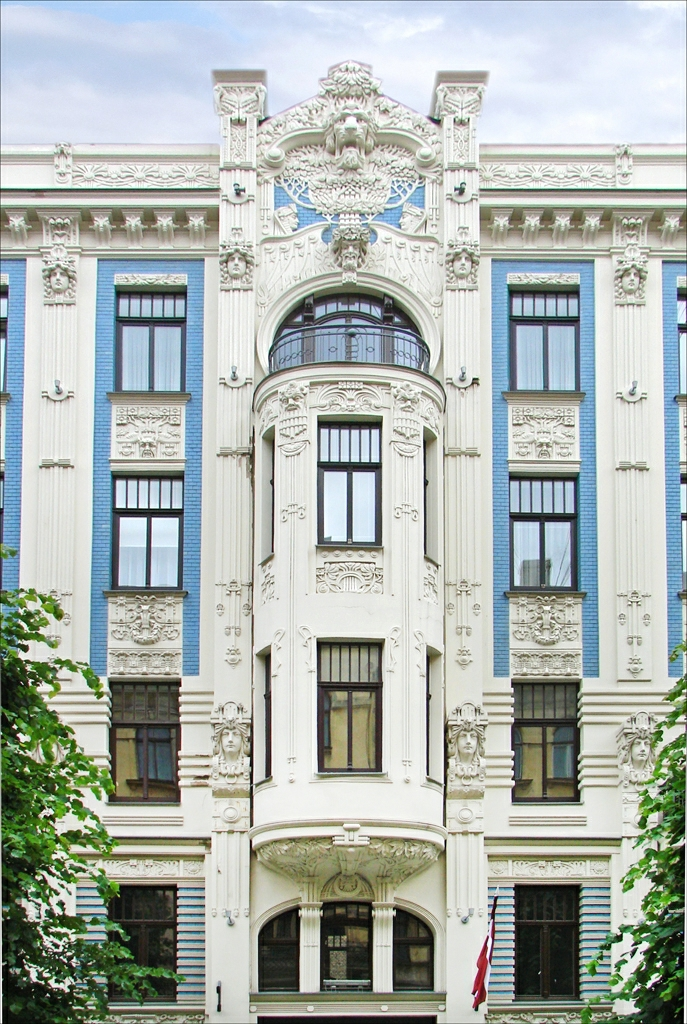
Alberta iela 8
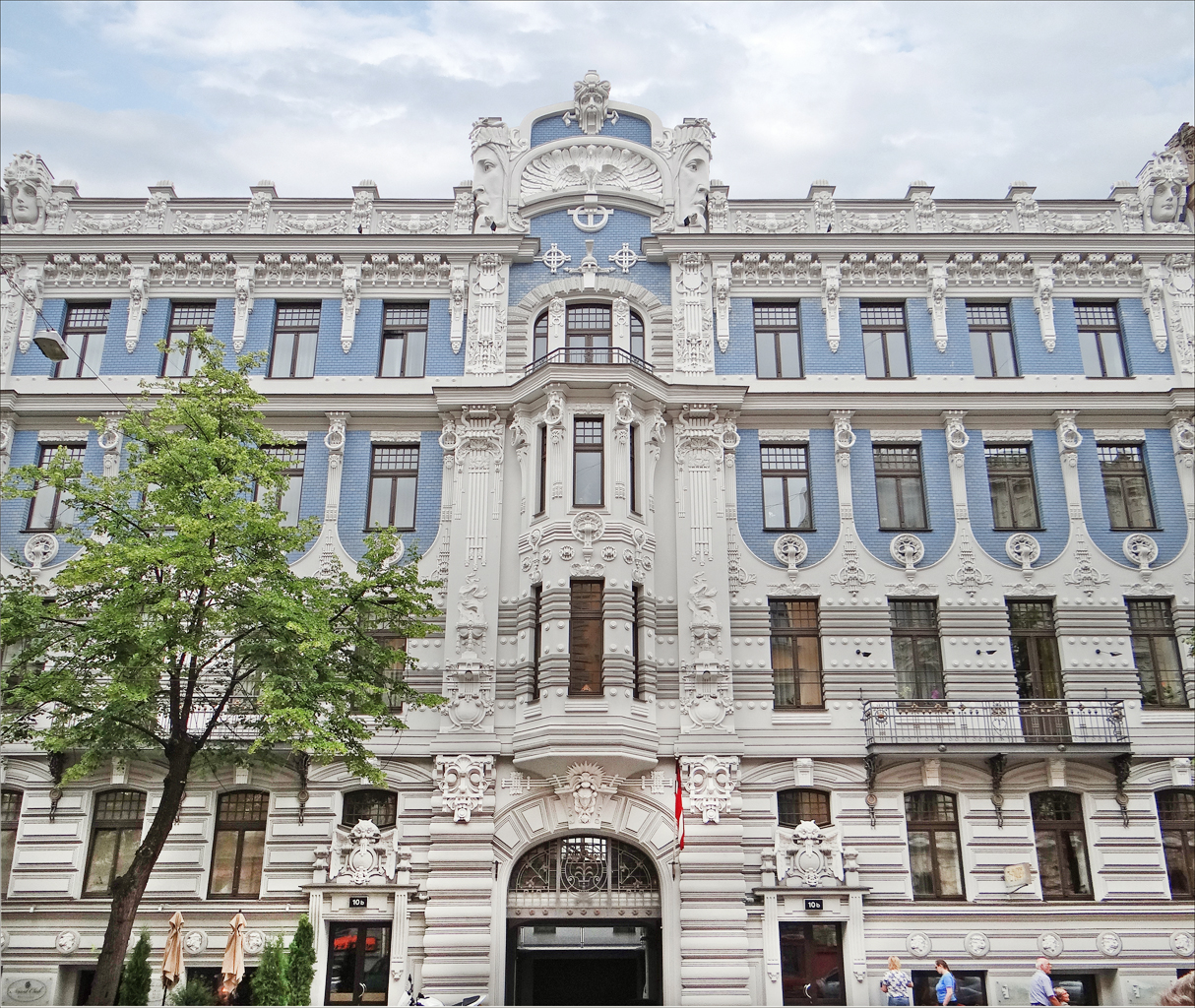
Elizabetes iela 10b
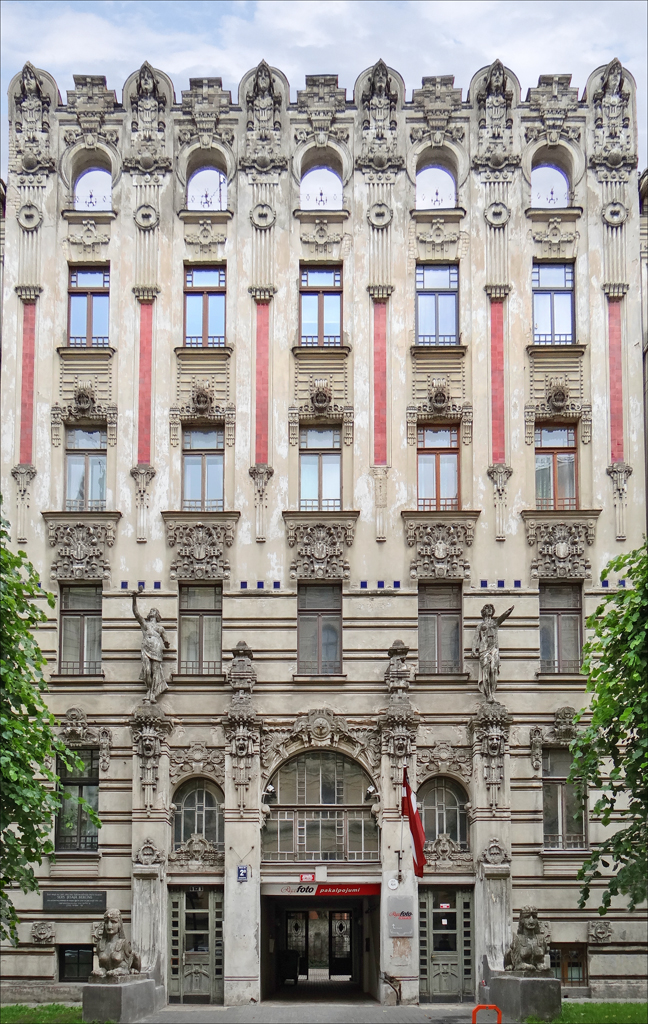
Alberta iela 2a
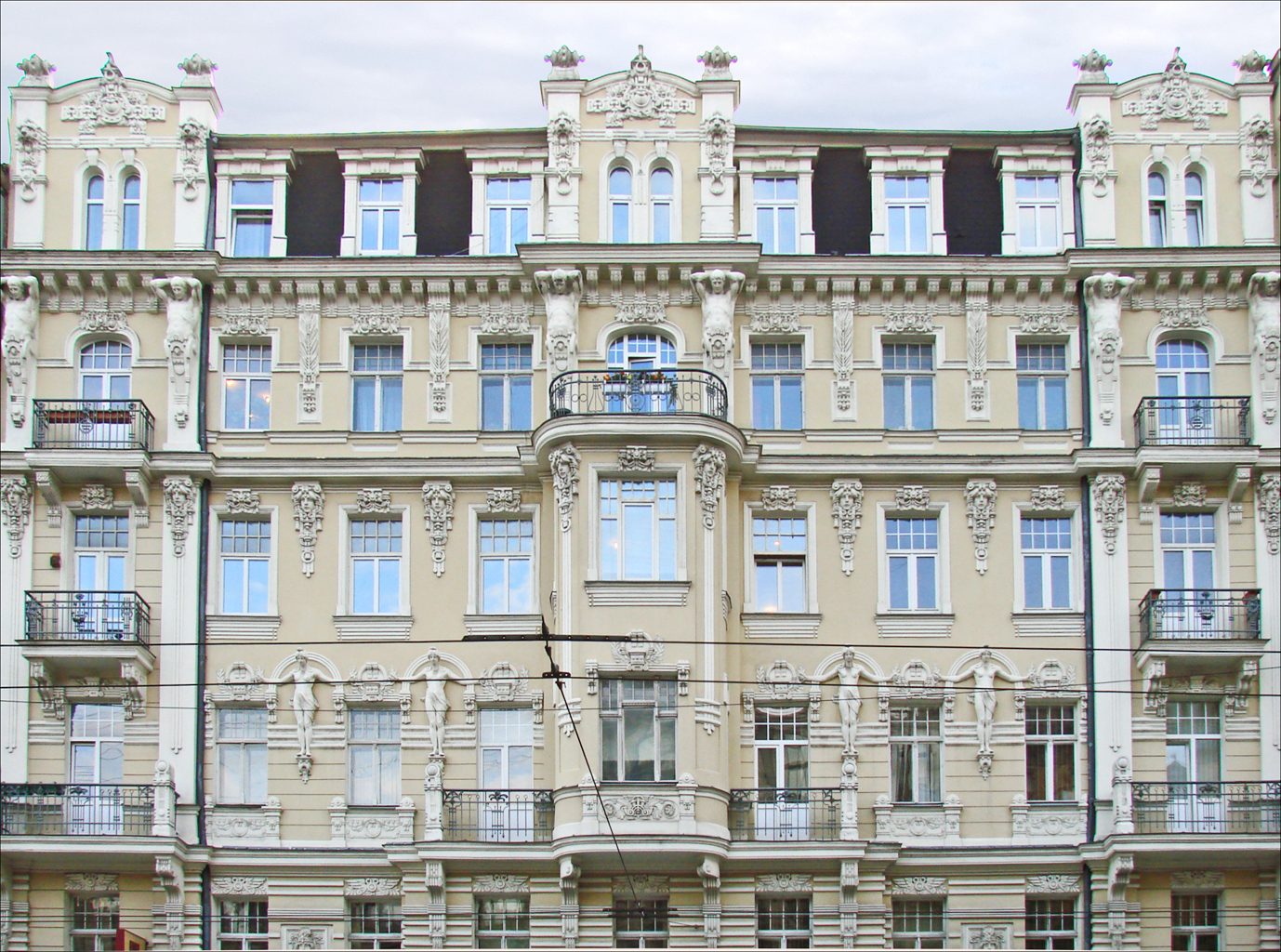
Brivibas iela 99

## Fasadskulpturer i urval

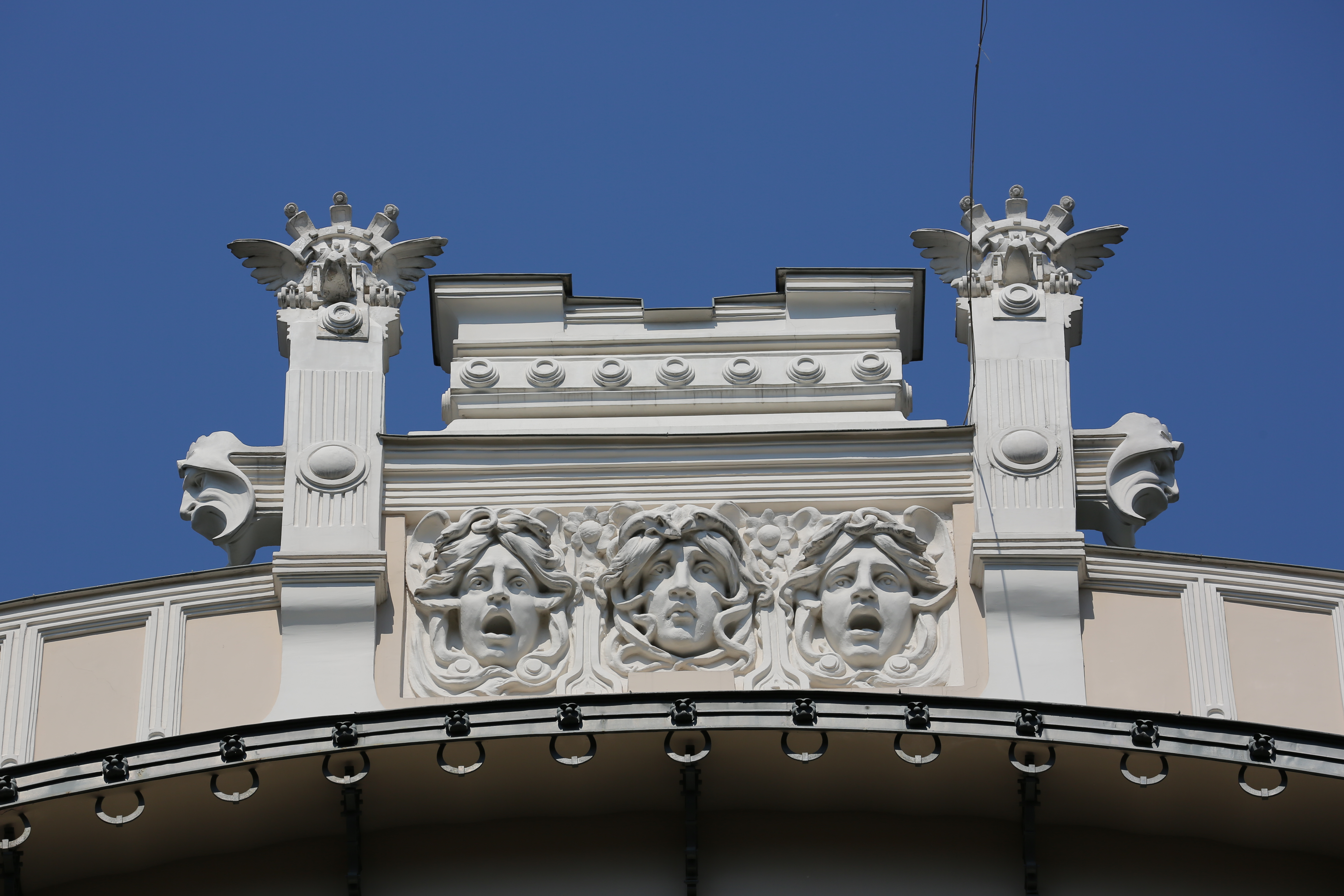
Alberta iela 4
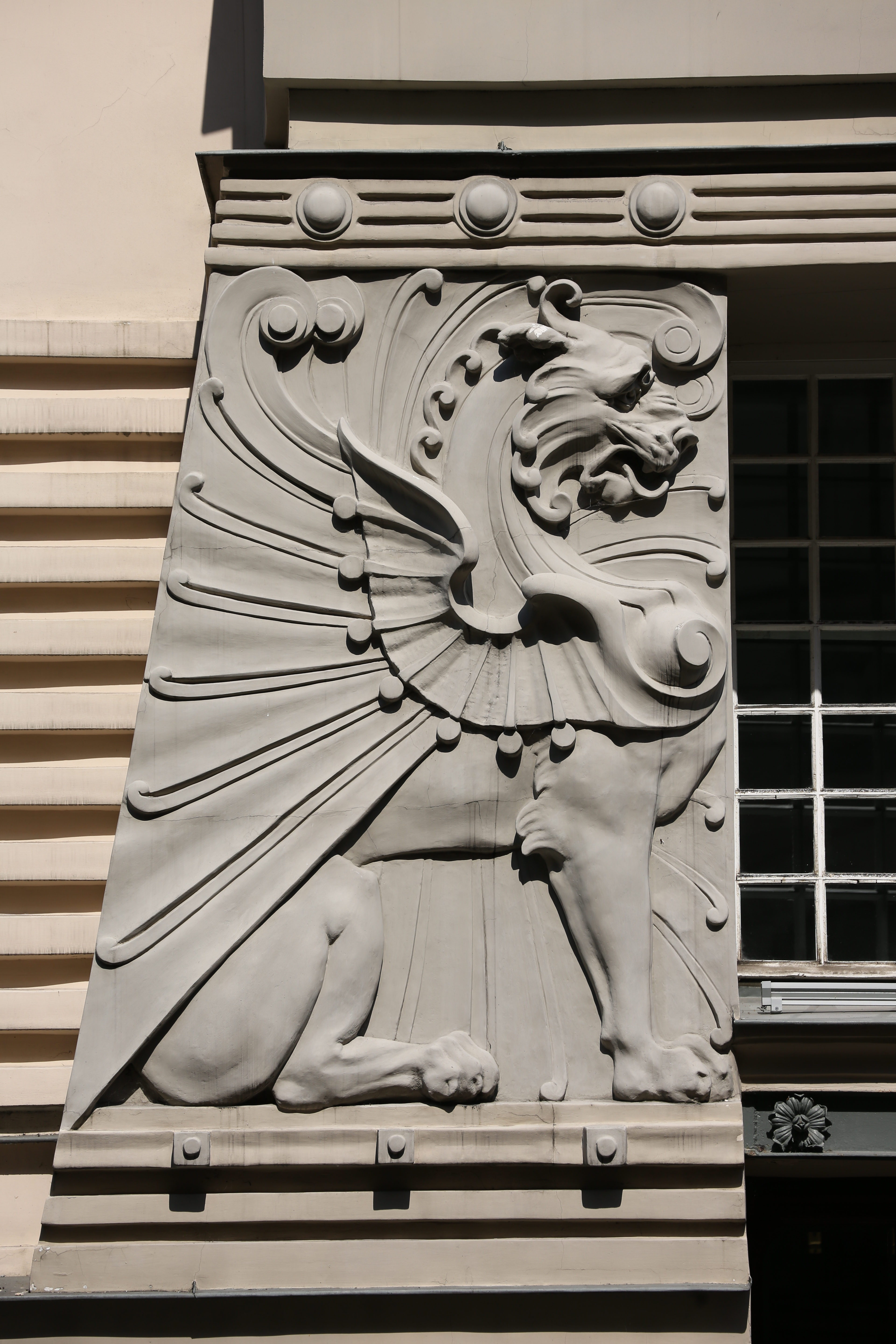
Alberta iela 4
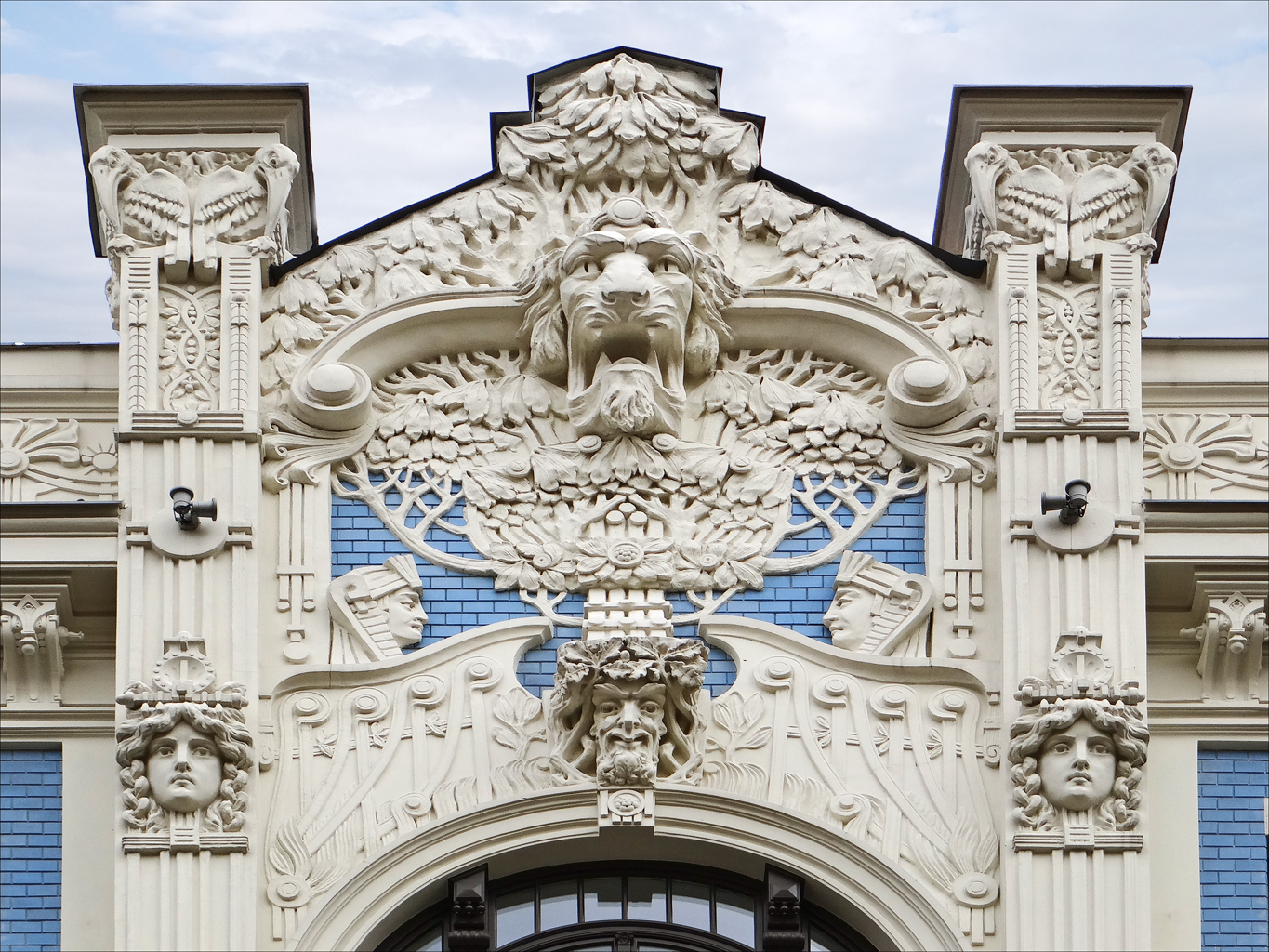
Alberta iela 8
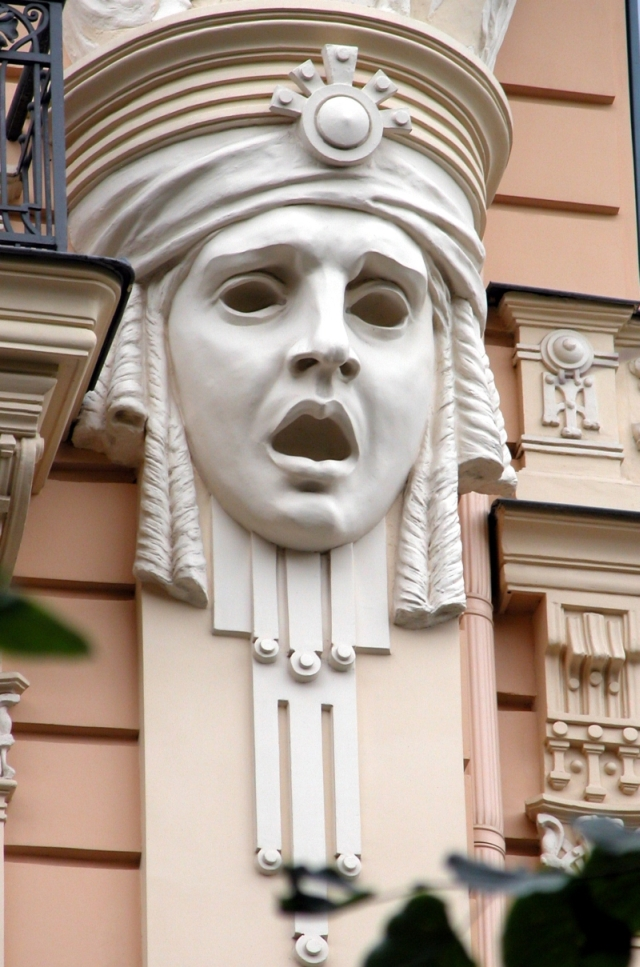
Korsningen mellan Alberta iela och Strelnieku iela
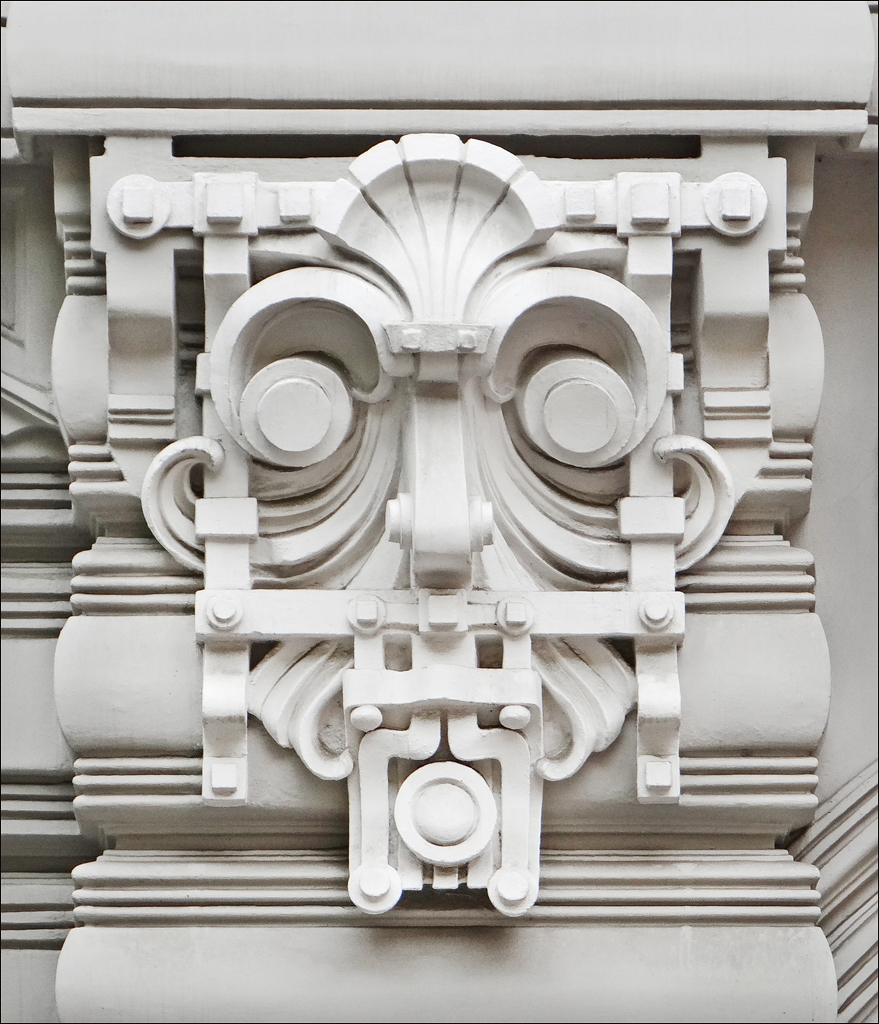
Elizabetes iela 10b
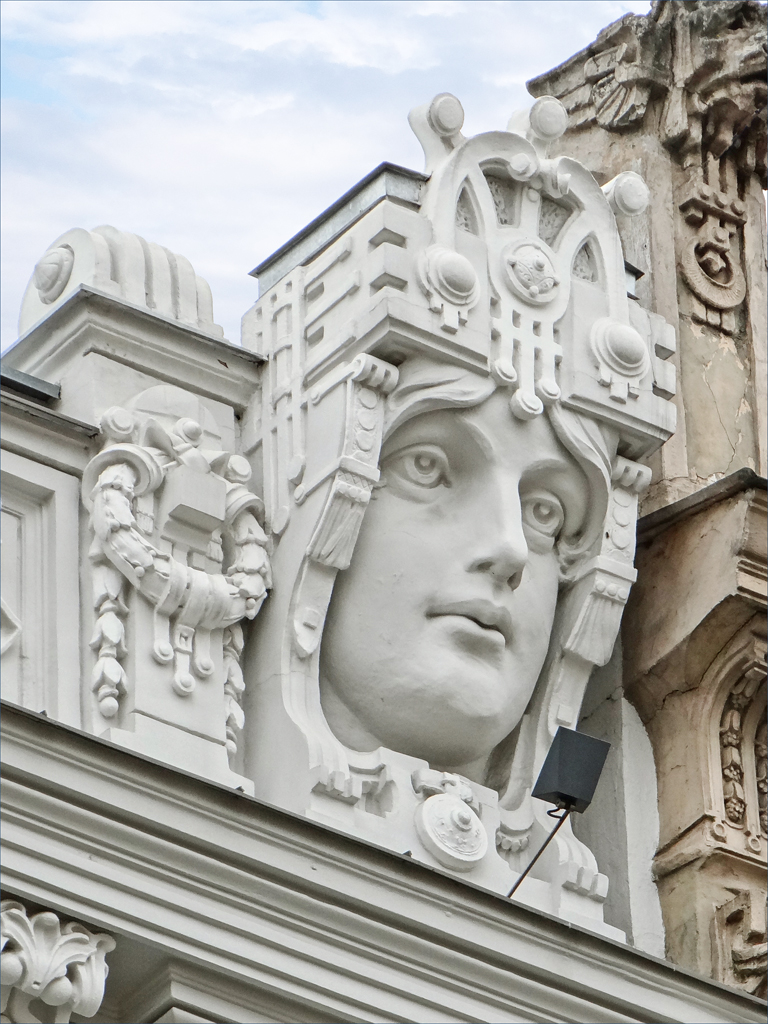
Elizabetes iela 10b